# Associazione Sportiva Lucchese Libertas 1905 2018-2019
Questa voce raccoglie le informazioni riguardanti l'Associazione Sportiva Lucchese Libertas 1905 nelle competizioni ufficiali della stagione 2018-2019.

## Stagione
Nella stagione 2018-2019 la Lucchese disputa il quarantunesimo campionato di terza serie della sua storia, prendendo parte alla Serie C nel girone A. La squadra rossonera allenata da Giancarlo Favarin raccoglie 45 punti in campionato, arrivando sul campo in zona Play-off, ma subisce una pesante penalizzazione di 23 punti, che la obbligano a disputare i Play-out per ottenere la salvezza. A maggio disputa le due gare di Play-out contro il Cuneo, a sua volta penalizzato di 21 punti, vincendole entrambe, poi nella finale Play-out di andata supera il Bisceglie (1-0) al Porta Elisa, nel ritorno perde (1-0) ma vince la lotteria dei calci di rigore (2-3), mantenendo così la categoria, in una stagione davvero complicata. Migliori marcatori stagionali Mattia Bortolussi autore di 8 reti e Gianmarco De Feo che ha firmato 7 reti. La Lucchese partecipa alla Coppa Italia di Serie C dove supera il girone D di qualificazione, superando nel doppio confronto l'Arezzo, poi nei sedicesimi perde (2-1) ad Imola.

## Divise e sponsor
Lo sponsor tecnico per la quarta stagione consecutiva è Legea. Lo sponsor ufficiale è Dì Lucca. La prima maglia è a strisce rossonere con una pantera stilizzata di colore bianco sul fianco sinistro. I pantaloncini e i calzettoni sono neri. La seconda maglia è di colore nero, la terza è bianca con colletto nero e sul davanti il numero 1905 contornato da due baluardi stilizzati.
| Casa | Trasferta | Terza divisa | Portiere |

## Rosa
Aggiornata al 17 ottobre 2018 (numerazione)
| N. |                    | Ruolo | Calciatore            |
| -- | ------------------ | ----- | --------------------- |
| 1  | Italia (bandiera)  | P     | Stefano Aiolfi        |
| 2  | Italia (bandiera)  | D     | Giorgio Palumbo       |
| 3  | Italia (bandiera)  | D     | Saverio Madrigali     |
| 4  | Italia (bandiera)  | C     | Marco Castagna        |
| 5  | Italia (bandiera)  | D     | Riccardo Martinelli   |
| 6  | Italia (bandiera)  | C     | Mattia Lombardo       |
| 7  | Italia (bandiera)  | C     | Antonio Cardore       |
| 8  | Italia (bandiera)  | C     | Simone Greselin       |
| 9  | Italia (bandiera)  | A     | Lorenzo Sorrentino    |
| 10 | Italia (bandiera)  | C     | Alessandro Provenzano |
| 11 | Italia (bandiera)  | C     | Mariano Bernardini    |
| 12 | Italia (bandiera)  | P     | Lorenzo Scatena       |
| 13 | Italia (bandiera)  | D     | Riccardo Santovito    |
| 14 | Croazia (bandiera) | A     | Ivan Jovanović        |
| 15 | Italia (bandiera)  | D     | Gianni Palmese        |
| 16 | Italia (bandiera)  | D     | Giulio Favale         |

| N. |                      | Ruolo | Calciatore        |
| -- | -------------------- | ----- | ----------------- |
| 17 | Italia (bandiera)    | D     | Marco De Vito     |
| 18 | Italia (bandiera)    | D     | Matteo Gabbia     |
| 19 | Italia (bandiera)    | D     | Christian Tavanti |
| 20 | Romania (bandiera)   | C     | Roberto Strechie  |
| 21 | Italia (bandiera)    | A     | Andrea Isufaj     |
| 22 | Italia (bandiera)    | P     | Wladimiro Falcone |
| 23 | Italia (bandiera)    | A     | Mattia Bortolussi |
| 24 | Italia (bandiera)    | D     | Gabriele Isola    |
| 25 | Italia (bandiera)    | C     | Filippo Fazzi     |
| 26 | Argentina (bandiera) | C     | Juan Mauri        |
| 27 | Italia (bandiera)    | A     | Francesco Baroni  |
| 28 | Italia (bandiera)    | A     | Gianmarco De Feo  |
| 29 | Italia (bandiera)    | A     | Matteo Aufiero    |
| 30 | Italia (bandiera)    | A     | Edoardo Nieri     |
| 33 | Italia (bandiera)    | D     | Matteo Zanini     |
|    | Italia (bandiera)    | P     | Jacopo Pagnini    |

## Calciomercato
Confermati i difensori Giorgio Palumbo e Christian Tavanti, il centrocampista Antonio Cardore di ritorno dall'Arzachena e l'attaccante Mattia Bortolussi; la squadra è stata rinnovata.

### Sessione estiva (dal 01/07 al 31/08)
| Acquisti | Acquisti              | Acquisti      | Acquisti              |
| R.       | Nome                  | da            | Modalità              |
| -------- | --------------------- | ------------- | --------------------- |
| P        | Stefano Aiolfi        | Cremonese     | prestito              |
| P        | Wladimiro Falcone     | Sampdoria     | prestito              |
| P        | Jacopo Pagnini        | Spezia        | prestito              |
| D        | Marco De Vito         | Casarano      | definitivo            |
| D        | Giulio Favale         | Pisa          | prestito              |
| D        | Matteo Gabbia         | Milan         | prestito              |
| D        | Saverio Madrigali     | Fiorentina    | definitivo            |
| D        | Riccardo Martinelli   | Prato         | definitivo            |
| D        | Gianni Palmese        | Genoa         | prestito              |
| D        | Riccardo Santovito    | Parma         | prestito              |
| C        | Mariano Bernardini    | Genoa         | prestito              |
| C        | Marco Castagna        | Bari          | definitivo            |
| C        | Simone Greselin       | Giana Erminio | definitivo            |
| C        | Mattia Lombardo       | Reggio Audace | definitivo            |
| C        | Juan Mauri            | Milan         | definitivo            |
| C        | Alessandro Provenzano | Reggina       | definitivo            |
| C        | Roberto Strechie      | Venezia       | prestito              |
| A        | Gianmarco De Feo      | Ascoli        | prestito              |
| A        | Andrea Isufaj         | Chievo        | prestito              |
| A        | Ivan Jovanovic        | Bisceglie     | definitivo (biennale) |
| A        | Lorenzo Sorrentino    | Juve Stabia   | prestito              |
| D        | Antonio Cardore       | Arzachena     | fine prestito         |
| A        | Andrea Bragadin       | Scandicci     | fine prestito         |

| Cessioni | Cessioni          | Cessioni              | Cessioni      |
| R.       | Nome              | a                     | Modalità      |
| -------- | ----------------- | --------------------- | ------------- |
| P        | Marco Albertoni   | Genoa                 | fine prestito |
| P        | Giuseppe Di Masi  |                       | svincolato    |
| P        | Jacopo Pagnini    | Pistoiese             | prestito      |
| D        | Riccardo Baroni   | Fiorentina            | fine prestito |
| D        | Davide Bertoncini | Piacenza              | fine prestito |
| D        | Ciro Capuano      |                       | ritiro        |
| D        | Luca Cecchini     | Sambenedettese        | svincolato    |
| D        | Nicola Dell'Amico | Seravezza             | svincolato    |
| D        | Marcos Espeche    | Gubbio                | svincolato    |
| D        | Andrea Razzanelli | Cuneo                 | svincolato    |
| D        | Marco Russu       | Arzachena             | fine prestito |
| C        | Tommaso Arrigoni  | Siena                 | svincolato    |
| C        | Matteo Buratto    | Pordenone             | fine prestito |
| C        | Samuele Damiani   | Empoli                | fine prestito |
| C        | Giorgio D'Angelo  |                       | svincolato    |
| C        | Jacopo Fanucchi   | Pistoiese             | svincolato    |
| C        | Nicola Mingazzini |                       | ritiro        |
| C        | Matteo Nolè       | Ghivizzano            | svincolato    |
| A        | Andrea Bragadin   | Scandicci             | definitivo    |
| A        | Stefano Del Sante |                       | svincolato    |
| A        | Mario Merlonghi   |                       | svincolato    |
| A        | Filippo Mugelli   | Carpi                 | fine prestito |
| A        | Sean Parker       | Bari                  | fine prestito |
| A        | Federico Russo    | San Donato Tavarnelle | svincolato    |
| A        | Irakli Shekiladze | Spezia                | fine prestito |
| A        | Filippo Strada    |                       | svincolato    |

### Fuori sessione
| Acquisti | Acquisti      | Acquisti   | Acquisti   |
| R.       | Nome          | da         | Modalità   |
| -------- | ------------- | ---------- | ---------- |
| D        | Matteo Zanini | svincolato | definitivo |

| Cessioni | Cessioni | Cessioni | Cessioni |
| R.       | Nome     | a        | Modalità |
| -------- | -------- | -------- | -------- |

## Risultati

### Serie C

#### Girone di andata
| Arbitro: | Paterna (Teramo) |

|  |           |            |
|  | Marcatori | 85’ Buglio |

| Arbitro: | Guida (Salerno) |

|                             |           |                                                |
| Fanucchi 11’ Latte Lath 20’ | Marcatori | 9’, 36’ Bortolussi 42’ Strechie 66’ Sorrentino |

| Arbitro: | Camplone (Pescara) |

|                                |           |                           |
| Gabbia 47’ Lombardo 53’ (rig.) | Marcatori | 50’ Biasci 84’ K. Piscopo |

| Alessandria 30 settembre 2018, ore 16:30 CEST 4ª giornata | Alessandria               | 0 – 0 referto | Lucchese | Stadio Giuseppe Moccagatta (1.566 spett.)\| Arbitro: \| De Angeli (Abbiategrasso) \| |
| Arbitro:                                                  | De Angeli (Abbiategrasso) |               |          |                                                                                      |

| Arbitro: | Acanfora (Castellammare di Stabia) |

|            |           |                |
| De Feo 11’ | Marcatori | 68’ Carte Said |

| Arbitro: | Marotta (Sapri) |

|                      |           |               |
| Rolando 90+3’ (rig.) | Marcatori | 6’ Sorrentino |

| Arbitro: | Cudini (Fermo) |

|                                                              |           |  |
| Bortolussi 16’ Provenzano 49’ De Feo 57’ Lombardo 90’ (rig.) | Marcatori |  |

| Arbitro: | Colombo (Como) |

|              |           |              |
| Paolucci 18’ | Marcatori | 11’ Lombardo |

| Arbitro: | Vigile (Cosenza) |

|                                       |           |                           |
| De Feo 26’, 32’ Sorrentino 47’ (rig.) | Marcatori | 39’ Kastanos 80’ Mavididi |

| 4 novembre 2018, ore 20:30 CET 10ª giornata | Pro Piacenza | – Partita annullata per l'esclusione del Pro Piacenza dal campionato. | Lucchese |  |

| Arbitro: | Sozza (Seregno) |

|  |           |                |
|  | Marcatori | 21’ M. Marconi |

| Arbitro: | Clerico (Torino) |

|                              |           |                                    |
| Madrigali 21’ Sorrentino 37’ | Marcatori | 10’ Gliozzi 10’ Guberti 82’ Fabbro |

| Arbitro: | Repace (Perugia) |

|                          |           |                 |
| Zaro 24’ Mastroianni 70’ | Marcatori | 19’, 48’ De Feo |

| Arbitro: | Kumara (Verona) |

|              |           |             |
| De Feo 90+4’ | Marcatori | 32’ Ragatzu |

| Arbitro: | Maggio (Lodi) |

|                          |           |                               |
| Ronaldo 31’ Cinaglia 36’ | Marcatori | 84’ Sorrentino 87’ Bortolussi |

| Arbitro: | G. Miele (Nola) |

|                |           |          |
| Bortolussi 25’ | Marcatori | 1’ Morra |

| Arbitro: | Moriconi (Roma) |

|          |           |  |
| Nicco 9’ | Marcatori |  |

| Arbitro: | Lorenzin (Castelfranco Veneto) |

|                        |           |                           |
| Lombardo 4’ Isufaj 85’ | Marcatori | 9’ Sibilia 51’ Martignago |

| Arbitro: | Monaldi (Macerata) |

|                                      |           |                                         |
| Mannini 9’, 90’ (rig.) Tommasini 84’ | Marcatori | 33’ De Vito 55’ Strechie 75’ Provenzano |

#### Girone di ritorno
| Arezzo 30 dicembre 2018, ore 14:30 CET 20ª giornata | Arezzo                   | 0 – 0 referto | Lucchese | Stadio Città di Arezzo (2.862 spett.)\| Arbitro: \| Paride Tremolada (Monza) \| |
| Arbitro:                                            | Paride Tremolada (Monza) |               |          |                                                                                 |

| Arbitro: | Acanfora (Castellammare di Stabia) |

|              |           |  |
| Lombardo 50’ | Marcatori |  |

| Arbitro: | Rutella (Enna) |

|                                      |           |                |
| Tavano 55’ (rig.), 69’ Maccarone 76’ | Marcatori | 33’ Bortolussi |

| Arbitro: | Donda (Cormons) |

|                             |           |                             |
| Isufaj 47’ Provenzano 90+3’ | Marcatori | 9’ Gemignani 40’ Bellazzini |

| Arbitro: | N. Marini (Trieste) |

|  |           |                |
|  | Marcatori | 56’ Bortolussi |

| Lucca 10 febbraio 2019, ore 14:30 CET 25ª giornata | Lucchese            | 0 – 0 referto | Gozzano | Stadio Porta Elisa (500 spett.)\| Arbitro: \| Maranesi (Ciampino) \| |
| Arbitro:                                           | Maranesi (Ciampino) |               |         |                                                                      |

| Arbitro: | Perenzoni (Rovereto) |

|           |           |  |
| Sanna 86’ | Marcatori |  |

| Arbitro: | Robilotta (Sala Consilina) |

|            |           |                 |
| De Vito 6’ | Marcatori | 90+3’ Dany Mota |

| Arbitro: | Pascarella (Nocera Inferiore) |

|              |           |  |
| Mavididi 32’ | Marcatori |  |

| 2 marzo 2019 29ª giornata | Lucchese | 3 – 0 Partita assegnata a tavolino per l'esclusione del Pro Piacenza dal torneo. | Pro Piacenza |  |

| Pisa 9 marzo 2019 30ª giornata | Pisa              | 0 – 0 referto | Lucchese | Stadio Arena Garibaldi-Romeo Anconetani (6.932 spett.)\| Arbitro: \| De Santis (Lecce) \| |
| Arbitro:                       | De Santis (Lecce) |               |          |                                                                                           |

| Arbitro: | D. Miele (Torino) |

|           |           |  |
| Aramu 80’ | Marcatori |  |

| Arbitro: | Luciani (Roma) |

|                                  |           |             |
| Bortolussi 10’ Zanini 82’, 90+4’ | Marcatori | 62’ Le Noci |

| Arbitro: | Cudini (Fermo) |

|  |           |                |
|  | Marcatori | 32’ Sorrentino |

| Arbitro: | Lorenzin (Castelfranco Veneto) |

|  |           |             |
|  | Marcatori | 33’ Schiavi |

| Vercelli 13 aprile 2019 35ª giornata | Pro Vercelli                         | 0 – 0 referto | Lucchese | Stadio Silvio Piola (1.461 spett.)\| Arbitro: \| Pirrotta (Barcellona Pozzo di Gotto) \| |
| Arbitro:                             | Pirrotta (Barcellona Pozzo di Gotto) |               |          |                                                                                          |

| Arbitro: | Vigile (Cosenza) |

|            |           |                              |
| Zanini 57’ | Marcatori | 76’ Corradi 90+2’ F. Ferrari |

| Arbitro: | Ayroldi (Molfetta) |

|                |           |               |
| Martignago 65’ | Marcatori | 6’ Provenzano |

| Arbitro: | De Santis (Lecce) |

|                     |           |  |
| Lombardo 65’ (rig.) | Marcatori |  |

### Play-out
| Arbitro: | De Angeli (Abbiategrasso) |

|                          |           |  |
| Sorrentino 3’ Zanini 13’ | Marcatori |  |

| Arbitro: | Meleleo (Casarano) |

|  |           |            |
|  | Marcatori | 78’ Zanini |

#### Finali
| Arbitro: | Zufferli (Udine) |

|                |           |  |
| Sorrentino 49’ | Marcatori |  |

| Arbitro: | Camplone (Pescara) |

|                                                |                      |                                                     |
| Triarico 52’                                   | Marcatori            |                                                     |
| Scalzone Triarico Bangu Zigrossi Starita Longo | Tiri di rigore 2 – 3 | Lombardo Santovito Mauri Di Nardo Sorrentino Zanini |

### Coppa Italia Serie C
| Arbitro: | Feliciani (Teramo) |

|           |           |                |
| Cutolo 9’ | Marcatori | 25’ Sorrentino |

| Arbitro: | Tremolada (Monza) |

|                             |                      |                               |
| Provenzano 16’ (rig.)       | Marcatori            | 45+1’ Tassi                   |
| Lombardo Cardore Bortolussi | Tiri di rigore 3 – 1 | Buglio Bruschi Foglia Persano |

| Arbitro: | N. Marini (Trieste) |

|                             |           |               |
| G. Giovinco 69’ (rig.), 77’ | Marcatori | 31’ Jovanović |

## Statistiche
Aggiornate al 9 dicembre 2018.

### Statistiche di squadra
| Competizione         | Punti    | In casa | In casa | In casa | In casa | In casa | In casa | In trasferta | In trasferta | In trasferta | In trasferta | In trasferta | In trasferta | Totale | Totale | Totale | Totale | Totale | Totale | DR |
| Competizione         | Punti    | G       | V       | N       | P       | Gf      | Gs      | G            | V            | N            | P            | Gf           | Gs           | G      | V      | N      | P      | Gf     | Gs     | DR |
| -------------------- | -------- | ------- | ------- | ------- | ------- | ------- | ------- | ------------ | ------------ | ------------ | ------------ | ------------ | ------------ | ------ | ------ | ------ | ------ | ------ | ------ | -- |
| Serie C - Girone A   | 20 (-25) | 19      | 6       | 8       | 5       | 28      | 21      | 18           | 3            | 10           | 5            | 17           | 19           | 37     | 9      | 18     | 10     | 45     | 40     | +5 |
| Coppa Italia Serie C | 2        | 1       | 0       | 1       | 0       | 1       | 1       | 2            | 0            | 1            | 1            | 2            | 3            | 3      | 0      | 2      | 1      | 3      | 4      | -1 |
| Totale               | 22       | 20      | 6       | 9       | 5       | 29      | 22      | 20           | 3            | 11           | 6            | 19           | 22           | 40     | 9      | 20     | 11     | 48     | 44     | +4 |